# Савельев, Игорь Александрович
Игорь Александрович Савельев (6 мая 1987 года) — российский боец MMA, МСМК по универсальному бою, МС по боевому самбо, лицензированный тренер и судья по смешанному боевому единоборству, лицензированный судья по армейскому рукопашному бою, член Нижегородской Федерации СБЕ (MMA). Участник известных промоушенов таких, как M-1 Global, Fight Nights, MIX-FIGHT COMBAT, S-70 League, единственный обладатель обоих Кубков Федора Емельяненко, кубка Олега Тактарова. Выпускник Нижегородского высшего военного инженерного командного училища.

## Биография
Игорь Савельев родился 6 мая 1987 года в городе Павлово Нижегородской области, в семье водителя Александра Сергеевича и мастера-бригадира завода Веры Михайловны. По национальности – русский. У Игоря есть старший брат Андрей (1973 г.р.), сестра Татьяна (1977 г.р.) и брат-близнец Олег (1987 г.р.).
Учился в учебой в ПАМТ им. И.И.Лепсе. В 15 лет Игорь начал заниматься в секции рукопашного боя в родном городе. В подростковом возрасте начал выступать на соревнованиях по рукопашному бою и тайскому боксу.
В 2006 году проходил службу в Нижегородском высшем военно-инженерном командном училище (НВВИКУ) г. Кстово. В армии тренировался на базе Олимпийской Академии Самбо г. Кстово, под руководством Чугреева Алексея Викторовича.
В 2013 году Игорь получил лицензию тренера-преподавателя и судьи по смешанному боевому единоборству (MMA). Получил членство в Нижегородской Федерации СБЕ (MMA), судьи по армейскому рукопашному бою (Нижегородская область).

## Спортивные результаты
- Чемпионат Мира по Универсальному бою
- Чемпионат России по боевому самбо 2010 года — ;

## Статистика боёв
| № Боя | Результат | Соперник             | Способ                                  | Турнир                                            | Дата       | Раунд | Время |
| ----- | --------- | -------------------- | --------------------------------------- | ------------------------------------------------- | ---------- | ----- | ----- |
| 21    | Победа    | Илья Малюков         | Единогласное решение                    | CNN Щит и Меч                                     | 23.11.2012 | 2     | 5:00  |
| 20    | Победа    | Святослав Захариев   | Единогласное решение                    | Fight Star - Taktarov's Cup                       | 26.4.2012  | 3     | 5:00  |
| 19    | Победа    | Marcin Zontek        | Сдача (удушение сзади)                  | M-1 Fighter 2 - Elimination Round                 | 8.4.2012   | 2     | 4:30  |
| 18    | Победа    | Михаил Сысоев        | Единогласное решение                    | League S-70                                       | 22.12.2011 | 2     | 5:00  |
| 17    | Поражение | Илья Малюков         | Единогласное решение                    | Школа Фёдора Емельяненко - команда Сибири и Урала | 16.12.2011 | 2     | 5:00  |
| 16    | Победа    | Канычбек Саркарбаев  | Технический нокаут                      | Mix Fight Combat Novgorod                         | 1.12.2011  | 2     | 2:02  |
| 15    | Победа    | Адильхан Акаев       | Единогласное решение                    | Boets Cup 2011                                    | 12.8.2011  | 2     | 5:00  |
| 14    | Победа    | Юрий Горбенко        | Технический нокаут                      | Boets Cup 2011                                    | 12.8.2011  | 1     | 3:29  |
| 13    | Поражение | Гаджимурад Антигулов | Технический нокаут                      | Boets Cup 2011                                    | 12.08.2011 | 1     | 0:58  |
| 12    | Победа    | Фернандо Силва       | Технический нокаут                      | League S-70 - Russia vs. Brazil                   | 05.08.2011 | 3     | 1:50  |
| 11    | Победа    | Байрон Бёрд          | сдача (удушение)                        | M-1 Challenge XXIII Grishin vs Guram              | 5.3.2011   | 2     | 2:12  |
| 10    | Победа    | Себастьян Либебе     | Технический нокаут                      | Mix Fight Ufa                                     | 10.12.2010 | 1     |       |
| 9     | Поражение | Грегори Бабен        | Технический нокаут                      | WAFC - Mayor's Cup 2010                           | 29.05.2010 | 2     | 0:30  |
| 8     | Победа    | Го Те Рю             | Нокаут                                  | MFC - Mix Fight Combat                            | 6.5.2010   | 1     | 0:04  |
| 7     | Поражение | Абдулкерим Эдилов    | Единогласное решение                    | M-1 Selection 2010 - Eastern Europe Round 2       | 10.4.2010  | 2     | 5:00  |
| 6     | Поражение | Шамиль Тинагаджиев   | Сдача (удушение сзади)                  | M-1 Selection 2010 - Eastern Europe Round 1       | 26.02.2010 | 1     | 3:10  |
| 5     | Победа    | Сайпудин Шахидов     | Технический нокаут (остановка доктором) | M-1 Selection 7                                   | 3.10.2009  | 2     |       |
| 4     | Ничья     | Бесики Геренава      | Ничья                                   | M-1 Selection 4                                   | 24.6.2009  | 3     | 5:00  |
| 3     | Победа    | Чамсат Алиев         | Технический нокаут                      | Gladiator - 2009                                  | 23.05.2009 | 1     | 1:02  |
| 2     | Победа    | Олег Кутепов         |                                         | Kstovo Sambo Federation                           | 6.11.2008  | 1     | 5:00  |
| 1     | Победа    | Силвиу Вулк          | Сдача (треугольник с армбаром)          | Fedor Emelianenko cup                             | 15.5.2008  | 1     |       |